# Sint-Martinuskerk (Sint-Martens-Lierde)
De Sint-Martinuskerk is de parochiekerk van het Belgische dorp Sint-Martens-Lierde, deelgemeente van Lierde. Rond de jaren 1700 werd zij door de soldaten van de Franse Koning Lodewijk XV, die in de Kartuize zijn hoofdkwartier gevestigd had, nagenoeg volledig verwoest.
De prior besloot toen een nieuwe kerk te bouwen en de eerste steen werd gelegd in 1722. De kerk werd tussen 1722 en 1730 gebouwd als nieuwe kloosterkerk voor de Kartuizerpriorij Sint-Martens-Bos. In de kerk hangen zes schilderijen over het leven van de heilige Bruno van de Brusselse kunstenares Elisabeth Seldron (Vlaamse Meesters in Situ). De oude dorpskerk van Sint-Martens-Lierde was in verval geraakt, waardoor de Sint-Martinuskerk vanaf 1801 de parochiekerk werd. De pastoor ging in het voormalige brouwerijgebouw wonen.

## Afbeeldingen

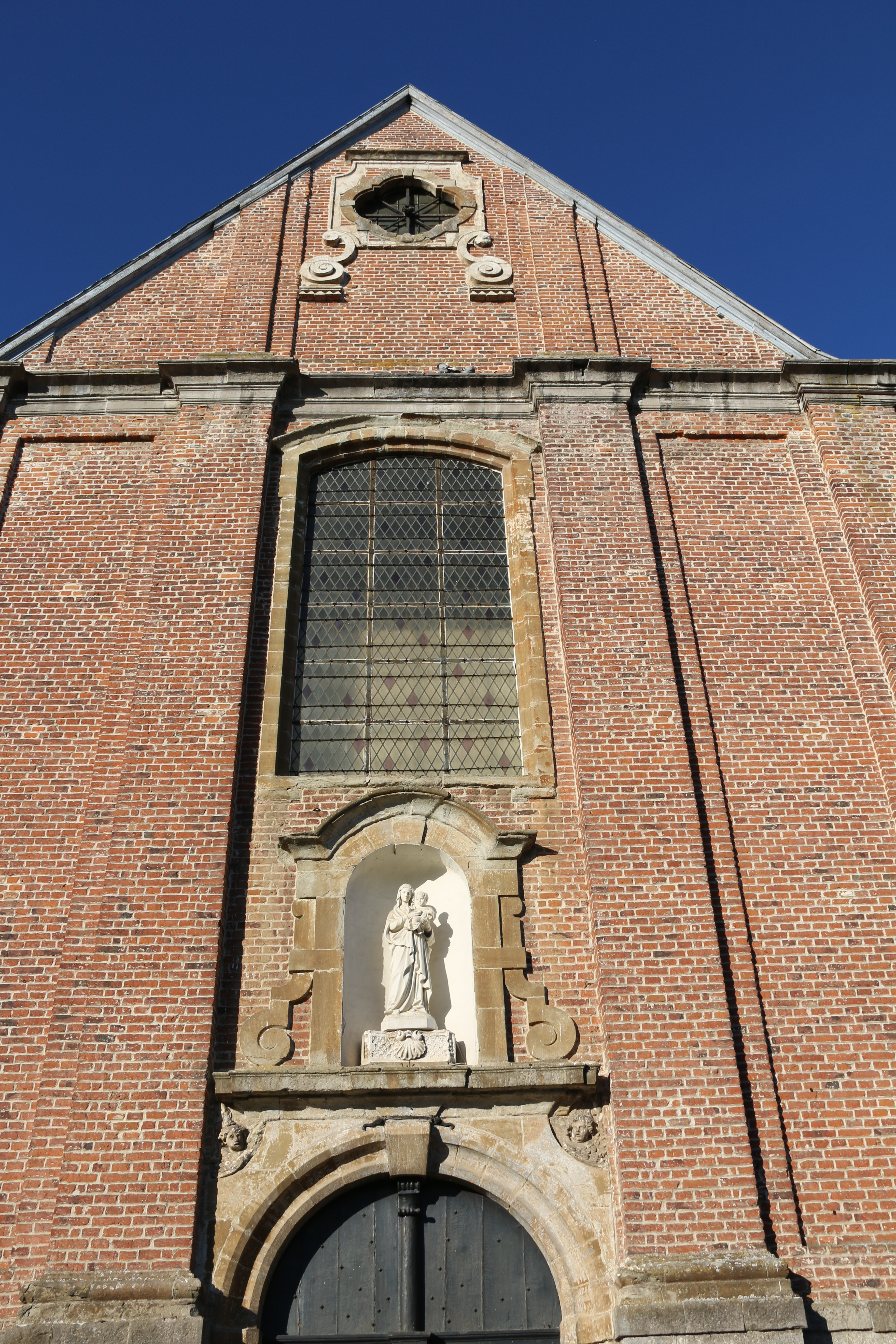
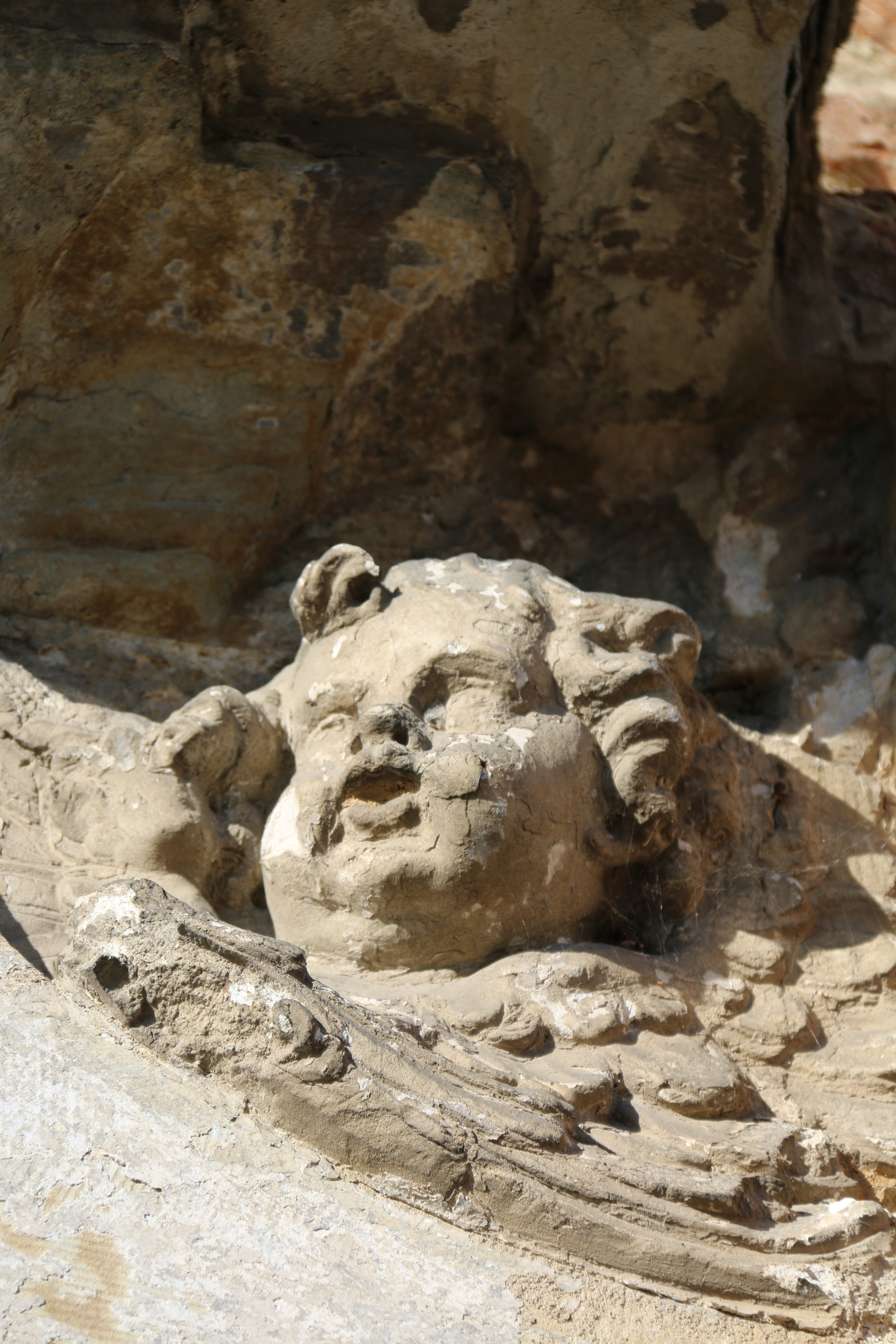
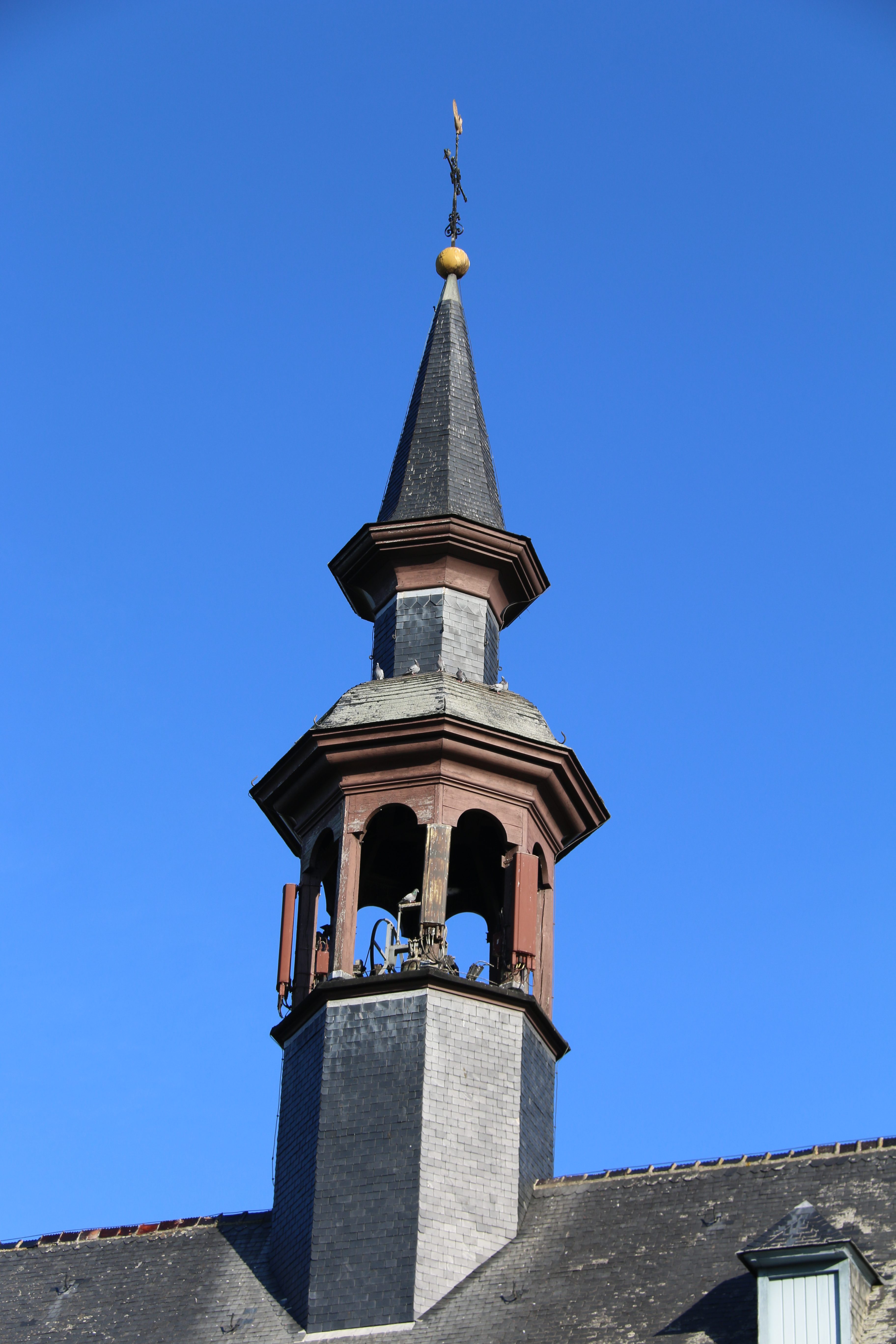
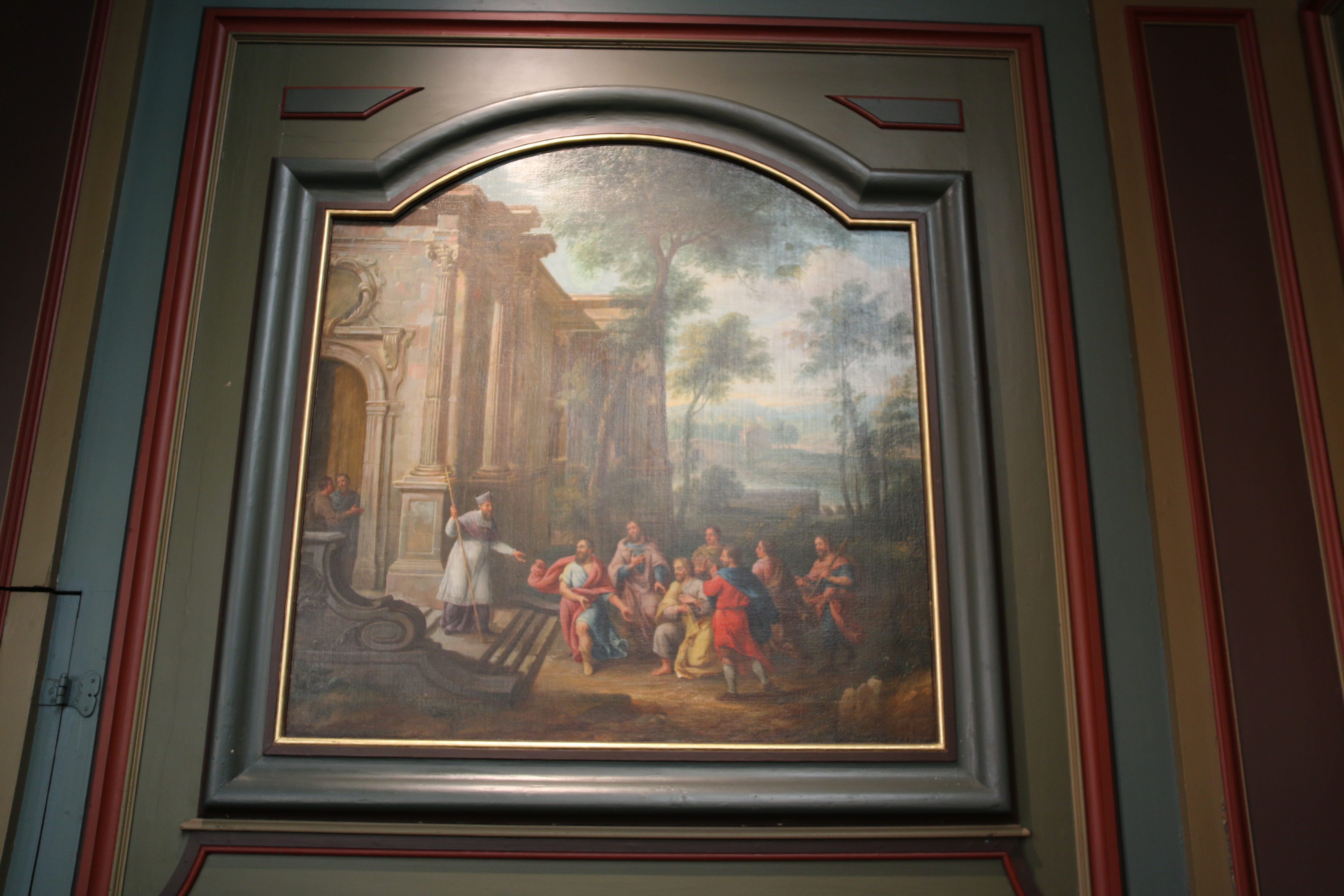